# Ткаченко, Эльвира Ревовна
Эльвира Ревовна Ткаченко (род. 25 февраля 1963, Москва), также известна под фамилиями Ишмиярова и Барбашина — советская легкоатлетка, специалистка по бегу на короткие дистанции. Выступала за сборную СССР по лёгкой атлетике в 1980-х годах, серебряная и дважды бронзовая призёрка Игр доброй воли в Москве, победительница первенств всесоюзного значения, рекордсменка СССР в эстафете 4 × 100 метров. Впоследствии работала в медицине — преподаватель акушерства и гинекологии. Профессор. Доктор медицинских наук.

## Биография
Родилась 25 февраля 1963 года в Москве. Занималась лёгкой атлетикой в Москве и Ташкенте, выступала за добровольные спортивные общества «Спартак» и «Буревестник».
Впервые заявила о себе на взрослом всесоюзном уровне в сезоне 1983 года, когда на чемпионате страны в рамках VIII летней Спартакиады народов СССР в Москве стала бронзовой призёркой в программе эстафеты 4 × 100 метров.
В 1984 году на чемпионате СССР в Донецке выиграла бронзовую медаль в беге на 100 метров и вместе с командой Узбекской ССР получила серебро в эстафете 4 × 100 метров. Рассматривалась в качестве кандидатки на участие в Олимпийских играх в Лос-Анджелесе, но Советский Союз вместе с несколькими другими странами восточного блока бойкотировал эти соревнования по политическим причинам.
На чемпионате СССР 1985 года в Ленинграде одержала победу на дистанции 200 метров и в эстафете 4 × 100 метров. Попав в состав советской сборной, выступила на Кубке Европы в Москве, где в тех же дисциплинах заняла второе место, причём в эстафете вместе с соотечественницами установила всесоюзный рекорд — 42,00, который впоследствии так и не был никем превзойдён. Позднее выиграла эстафету в рамках матчевой встречи со сборной США в Токио, тогда как на Кубке мира в Канберре вновь была второй.
Благодаря череде удачных выступлений в 1986 году удостоилась права защищать честь страны на впервые проводившихся Играх доброй воли в Москве — в дисциплинах 100 и 200 метров взяла бронзу, в то время как в эстафете 4 × 100 метров стала второй позади сборной США. Показанное в беге на 200 метров время 22,27 поныне остаётся национальным рекордом Узбекистана.
После завершения спортивной карьеры проявила себя в медицине, специализировалась на акушерстве и гинекологии, внутриматочной хирургии. Профессор Московского государственного медико-стоматологического университета. Доктор медицинских наук.
Приходится двоюродной тётей известной российской биатлонистке Екатерине Юрловой-Перхт.